# Repas en famille
Repas en famille è un cortometraggio del 1897 diretto da Louis Lumière.
Conosciuto anche con i titoli alternativi: Un repas en famille au Japon, Vues Japonaines: Repas en famille.
Catalogo Lumiere n. 734

## Trama
Documentario su di un bambino ed i suoi genitori mentre mangiano all'aperto.